# Tringli István
Tringli István (Szombathely, 1960. június 16. –) magyar történész.

## Életpályája
1984-ben végzett az Eötvös Loránd Tudományegyetemen Történeti Intézet történelemtanári és levéltáros szakon. 2001-ben szerzett PhD fokozatot az ELTE-n Pest megye a késő középkorban munkájával.
1984–1993 között az Országos Műszaki Múzeum tudományos segédmunkatársa, illetve 1987-től tudományos munkatársa. 1993–2011 között az MTA Történettudományi Intézetének tudományos munkatársa, illetve 2002-től tudományos főmunkatársa. 1998–2002 között az intézet tudományos titkára volt. 2012-től az MTA Bölcsészettudományi Kutatóközpont Történettudományi Intézetének tudományos főmunkatársa. 
1993–1996 között a Miskolci Egyetem Bölcsészettudományi Kar Történelem Segédtudományai Tanszékének másodállású tanársegéde, majd adjunktusa. 1997–2007 között a Pázmány Péter Katolikus Egyetem Bölcsészettudományi Kar Medievisztika Tanszékén megbízott előadó, és a Történettudományi Doktori Iskola külső alapító tagja. 2007–től az Eötvös Loránd Tudományegyetem Történettudományi Doktori Iskolájának és a Szegedi Tudományegyetem Történettudományi Doktori Iskolájának oktatója. 2010–2012 között a Miskolci Egyetem Bölcsészettudományi Kar Történeti Intézetének megbízott előadója.
2000-től az MTA Történettudományi Bizottságának tagja és 2008-ig titkára, 2012-től alelnöke. 2011-től a Vidékfejlesztési Minisztérium Földrajzinév-bizottságának tagja. A Magyar Történelmi Társulat tagja, 2007–2011 között igazgatóválasztmányi tagja, 2011-től alelnöke. 2010-től az MTA Történettudományi Bizottság Várostörténeti Szakbizottság, 2012-től az MTA Történettudományi Bizottság Gazdaságtörténeti Szakbizottságának, 2014-től a Magyar Parlamentarizmustörténeti Munkacsoport tagja.
2010-től a Kubinyi András Középkortudományi Alapítvány kuratóriumi tagja, 2014-től a Domus Kuratórium tagja. Kétszer nyerte el a Bolyai János Kutatási ösztöndíjat (1999–2002; 2004–2007).
2012–től a Studia Comitatensia szerkesztőségi külső tanácsadója, 2013-tól a Történelmi Szemle felelős szerkesztője.

## Művei
- 2001 Pest megye a késő középkorban. In: Pest Megye Monográfiája I/2. Szerk. Torma István, Zsoldos Attila. Budapest, 75–194.
- 2001 The Liberty of the Holy Kings. Saint Stephen and the Holy Kings in the Hungarian Legal Heritage. In: Saint Stephen and His Country. A Newborn Kingdom in Central Europe: Hungary. Ed. Attila Zsoldos. Lucidus Kiadó, Budapest, 127–182.
- 2003 Az újkor hajnala. Magyarország története 1440–1541. Vince Kiadó, Budapest
- 2007 Fehde und Gewalttätigkeit. Vergleich eines germanischen und ungarischen Rechtsinstituts. In: Legal Transitions. Development of Law in Formerly Socialist States and the Challenges of the European Union. Szerk. Balogh Elemér, Hegedűs Andrea, Mezei Péter, Szomora Zsolt, Traser Julianna Sára. Szeged, 281–286.
- 2008 A Perényi család levéltára 1222–1526. Budapest
- 2010 Vásártér és vásári jog a középkori Magyarországon. Századok 144, 1291–1344.
- 2011 Sátoraljaújhely. Budapest
- 2013 Le contee in Ungheria nel periodo degli Angiò. In: L’Ungeheria angioina. A cura di Enikő Csukovits. (Bibliotheca Academiae Hungariae ‒Roma, Studia 3.) Roma, Viella, 139–178.
- 2014 A kora újkori kodifikáció és a Hármaskönyv. In: A magyar jog fejlődésének fél évezrede. Werbőczy és a Hármaskönyv 500 esztendő múltán. Szerk. Máthé Gábor. Budapest, 59–89.
- 2015 Mittäter oder Anstifter? Die Rolle der Helfer bei den Fehdehandlungen im spätmittelalterlichen Ungarn. In: Fehdehandeln und Fehderuppen im spätmittelalterlichen und frühneuzeitlichen Europa. Hg. Mathis Prange, Christine Reinle
- 2022 Hatalmaskodások a középkori Magyarországon

## Elismerései
- 2007 Pest Megye Önkormányzata Tudományos Díj
- 2011 Szép Magyar Térkép 2011, tudományos térképek, atlaszok I. díj